# Ono (Fidji)
Pour les articles homonymes, voir Ono.
Ono est une île de l'archipel de Kadavu, aux Fidji.
Elle se situe au nord-est de l'île de Kadavu.